# قبار سيلاني
قبار سيلاني (الاسم العلمي:Capparis zeylanica) هو نوع من النباتات يتبع جنس القبار من الفصيلة القبارية.

## معرض صور

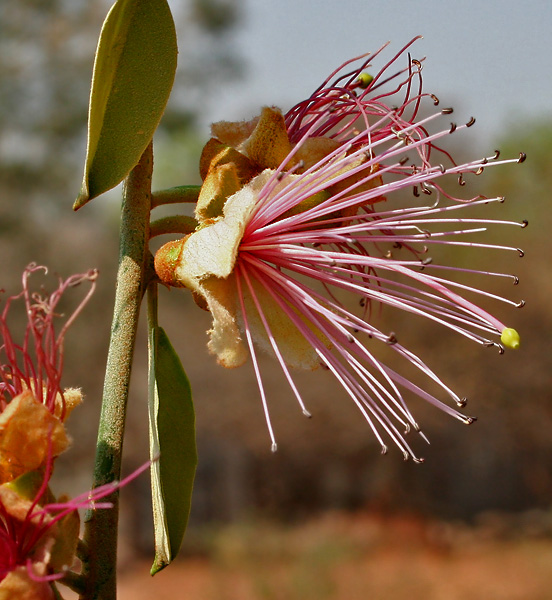
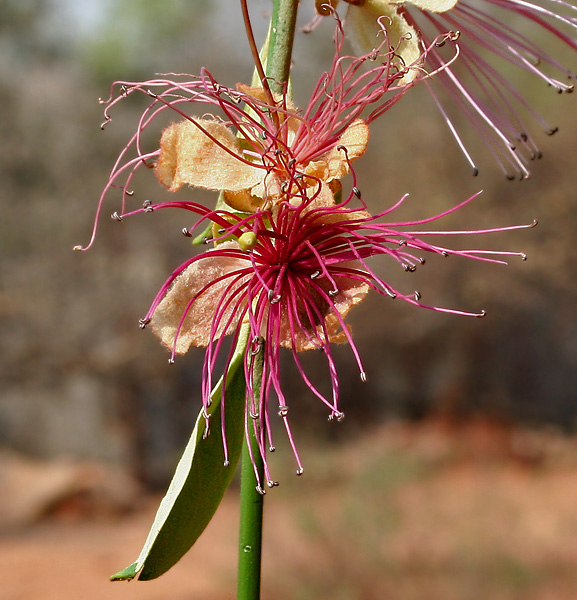
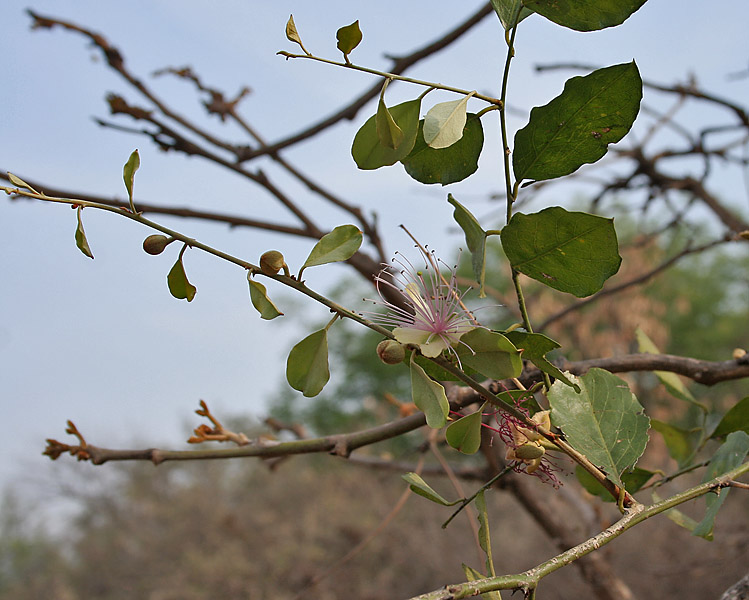
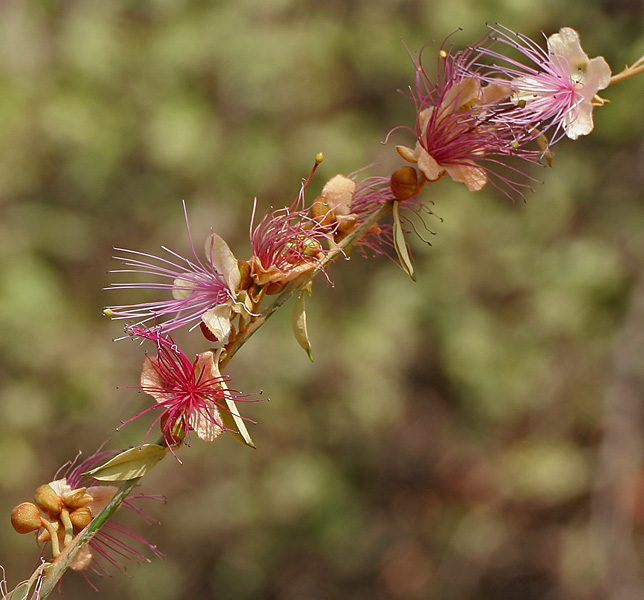
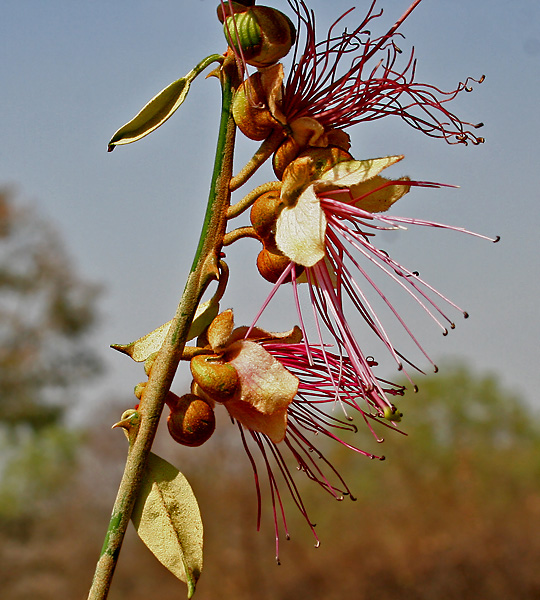
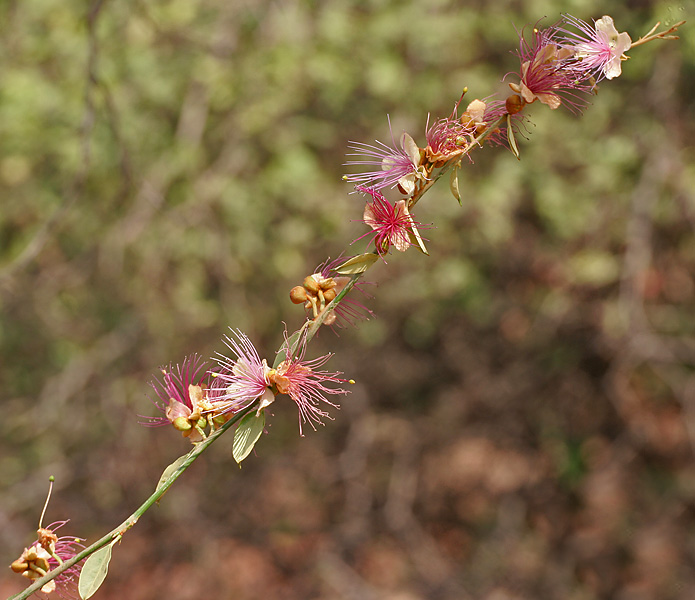